# Rezerwat florystyczny
Rezerwat florystyczny (symbol Fl) – rodzaj rezerwatu przyrody, w którym przedmiotem ochrony są populacje i siedliska gatunków lub grup gatunków roślin zarodnikowych i kwiatowych oraz grzybów kapeluszowych i porostów.
W 2015 roku istniały w Polsce 164 rezerwaty florystyczne o łącznej powierzchni 4722 ha.